# Emiliano Fruto
Emiliano Ricardo Fruto (Cartagena de Indias, 6 de junio de 1984) es un ex-lanzador de relevos colombiano en las Grandes Ligas de Béisbol que jugó para los Marineros de Seattle en la temporada 2006. Nació en barrio El Carmelo de Cartagena. Fruto bateaba y lanzaba diestro.

## Carrera en la MLB

### Marineros de Seattle
Fruto perteneció a la organización de los Marineros de Seattle desde el 2000 cuando fue firmado hasta el 2006, debutó el 14 de mayo de 2006 convirtiéndose en el primer lanzador colombiano en jugar en Grandes Ligas, esa temporada estuvo en 23 juegos con record de dos ganados y dos perdidos, y un juego salvado con efectividad de 5.50.

### Nacionales de Washington (ligas menores)
Los Nacionales de Washington adquirieron a Fruto junto al jardinero Chris Snelling como parte de un acuerdo que envió a los Marineros de Seattle, el segunda base de los Montreal Expos y de los Nacionales, José Vidro. La transacción se anunció el 13 de diciembre de 2006, y se completó después de que Vidro pasara su examen físico.
En 2007, se unió a la rotación de salida del Triple-A Columbus Clippers, aunque había sido empleado principalmente como un relevista en temporadas pasadas. En su primera salida, contra el Louisville Bats el 10 de abril, lanzó seis entradas (innings) sin éxito, golpeando a cinco bateadores y dando una base por bola. A mediados de temporada, fue seleccionado para el All Star Futures Game.

### Diamondbacks de Arizona (ligas menores)
El 20 de agosto de 2007, fue enviado a los Diamondbacks de Arizona a cambio del primera base de la Liga Menor, Chris Carter, que posteriormente fue cambiado a los Medias Rojas de Boston para completar un comercio anterior de Wily Mo Peña. Fruto se convirtió en un agente libre al final de la temporada 2008 y firmó un contrato de la Liga Menor con una invitación a entrenar con los Bravos de Atlanta en enero de 2009. Posteriormente fue dejado libre.

## Números usados en las Grandes Ligas
- 53 Seattle Mariners (2006)

## Estadísticas de pitcheo en Grandes Ligas
Estadística en su única temporada en Grandes Ligas.
| Año   | Equipo           | Liga | Juegos | W | L | % W - L | ERA  | SV | K  |
| ----- | ---------------- | ---- | ------ | - | - | ------- | ---- | -- | -- |
| 2006  | Seattle Mariners | AL   | 23     | 2 | 2 | .500    | 5.50 | 1  | 34 |
| TOTAL |                  |      | 23     | 2 | 2 | .500    | 5.50 | 1  | 34 |

## Otras ligas
Jugó pelota de invierno con el club Cardenales de Lara de la Liga Venezolana de Béisbol Profesional en las temporadas 2005-06 y 2006-07, y para los Algodoneros de Guasave de la Liga Mexicana del Pacífico en la temporada 2007-08.
En 2009 y 2010 estuvo en la Liga de Béisbol de Oro, mientras lanzaba para los Tucson Toros y Yuma Scorpions. Dos veces All-Star en la liga, fue un 5-8 combinado con una efectividad de 2.66 en 76 apariciones con 38 salvados, ponchando a 126 jugadores en 88 entradas.
Comenzó la temporada 2011 con los Sioux City Explorers de la Asociación Americana Independiente de Béisbol. Dejó el equipo el 9 de junio para jugar para los Olmecas de Tabasco de la Liga Mexicana de Béisbol, donde lanzó en 20 juegos antes de volver a Sioux City Explorers en julio. En un combinado de 41 apariciones, Fruto fue 2-3 con una efectividad de 3.28 con 22 salvados, ponchando a 67 jugadores en 49.1 entradas.
Después de no jugar profesionalmente en 2012, Fruto regresó en 2013 con el Bridgeport Bluefish de la Liga Atlántica de Béisbol Profesional.
| Equipo                 | Liga                                          | País                      | Temporada |
| ---------------------- | --------------------------------------------- | ------------------------- | --------- |
| Cardenales de Lara     | Liga Venezolana de Béisbol Profesional        | Bandera de Venezuela      | 2006-07   |
| Algodoneros de Guasave | Liga Mexicana del Pacífico                    | Bandera de México         | 2007-08   |
| Yuma Scorpions         | Golden Baseball League                        | Bandera de Estados Unidos | 2009      |
| Tucson Toros           | Golden Baseball League                        | Bandera de Estados Unidos | 2010      |
| Sioux City Explorers   | American Association of Professional Baseball | Bandera de Estados Unidos | 2011      |
| Olmecas de Tabasco     | Liga Mexicana de Béisbol (verano)             | Bandera de México         | 2011      |
| Bridgeport Bluefish    | Atlantic League of Professional Baseball      | Bandera de Estados Unidos | 2013      |
| Bridgeport Bluefish    | Atlantic League of Professional Baseball      | Bandera de Estados Unidos | 2014      |